# Lilla Rågö
Lilla Rågö (estniska: Väike-Pakri) är en ö i nordvästra Estland. Ön ligger i Finska viken cirka 50 km väster om huvudstaden Tallinn och tillhör Lääne-Harju kommun och landskapet Harjumaa. Arean är 13,5 kvadratkilometer. Det är den östliga av de två Rågöarna som både traditionellt har haft estlandssvensk befolkning och även det estlandssvenska namnet är officiellt i Estland.  Ön tillhörde stadskommunen Paldiski stad 1992–2017.

## Geografi
Terrängen på Lilla Rågö är platt och öns högst belägna berg, Korsbacken, ligger 17 meter över havet. Ön sträcker sig 6 kilometer i nord-sydlig riktning, och 3 kilometer i öst-västlig riktning. På ön ligger sjön Storträske vars storlek är fem hektar.
Väster om ön ligger Stora Rågö som namnet till trots är något mindre än Lilla Rågö. Öarna skiljs från varandra av ett 2 kilometer brett sund med några mindre holmar och skär. Den bro som sovjetiska soldater byggt var 2004 ej längre framkomlig för fordon. Norrut är båda öarna ofruktbara, med sten- och grusbackar, där enbuskar utgör den enda växtligheten; särskilt på Lilla Rågö är den norra stranden på vissa ställen brant sluttande i havet från 3–6 meters höjd. Lilla Rågö skiljs i öster från halvön Packer och staden Paldiski av Matsviken (Paldiski laht). I söder skiljs ön från det estländska fastlandet av det grunda Västersundet (Kurkse väin).

### Byar
Det fanns förr två byar på ön: 
- Storbyn (Suurküla)
- Lillbyn (Väikeküla)

## Historia
Stora Rågö köptes 1345 för 34 silvermark till evinnerlig besittning av fem svenska bönder vid namn Hinrich Bodolphe, Håkan Christians, Simon Clements, Harald Rodeger och Peter Röver. Säljare var abboten Nicolaus i Padis kloster i Estland, som hade fått sitt kloster nedbränt av estniska upprorsmän två år tidigare, och var i ett stort behov av kontanta medel. I sex sekel kom estlandssvenskar att bebo Rågöarna, tills man våren 1940 evakuerades då öarna ockuperades av sovjetiska trupper. Lilla Rågö som också beboddes av svenskspråkiga öbor såldes inte av Padis kloster, men kom 1628 att inköpas av greve Thomas von Ramm, som var borgmästare i Riga. Han hade tidigare fått sig förlänat Stora Rågö av Gustav II Adolf. Enligt 1934 års folkräkning i Estland bodde 354 invånare på Rågöarna, varav 13 ester.
Öarna kom att användas som bombmål under sovjettiden. På Lilla Rågö fanns det därför ingen fast befolkning på grund av blindgångarna, men sedan 2000 är ön åter bebodd.

## Namn och etymologi
Rågöarna var närmast enspråkigt svenska fram till andra världskriget. Inbyggarna benämnde vanligen sina öar för Öarna (estlandssvenskt uttal: äiana, aiana) och Lilla Rågö för Österö (uttalas äustr-äi). Förleden i det svenska namnet kan sannolikt härledas till växten strandråg. Liknande namn är vanliga i Sveriges och Finlands skärgårdar och strandrågen användes förr som bete.

## Galleri

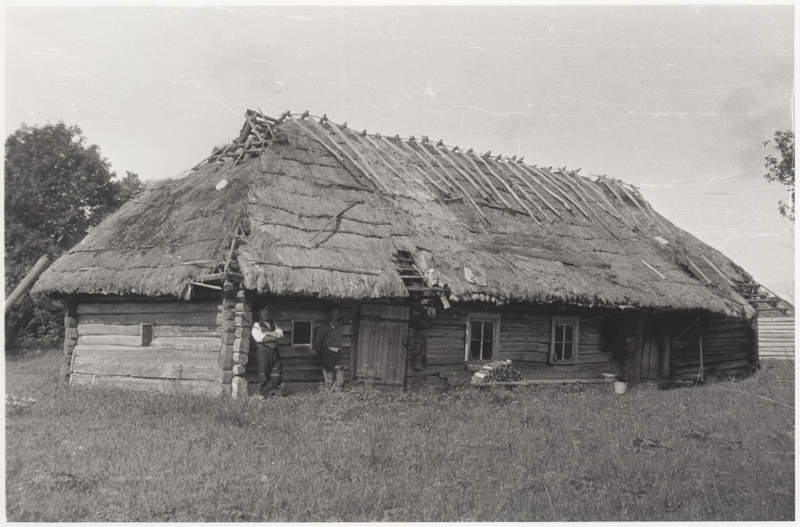
Foto från 1932
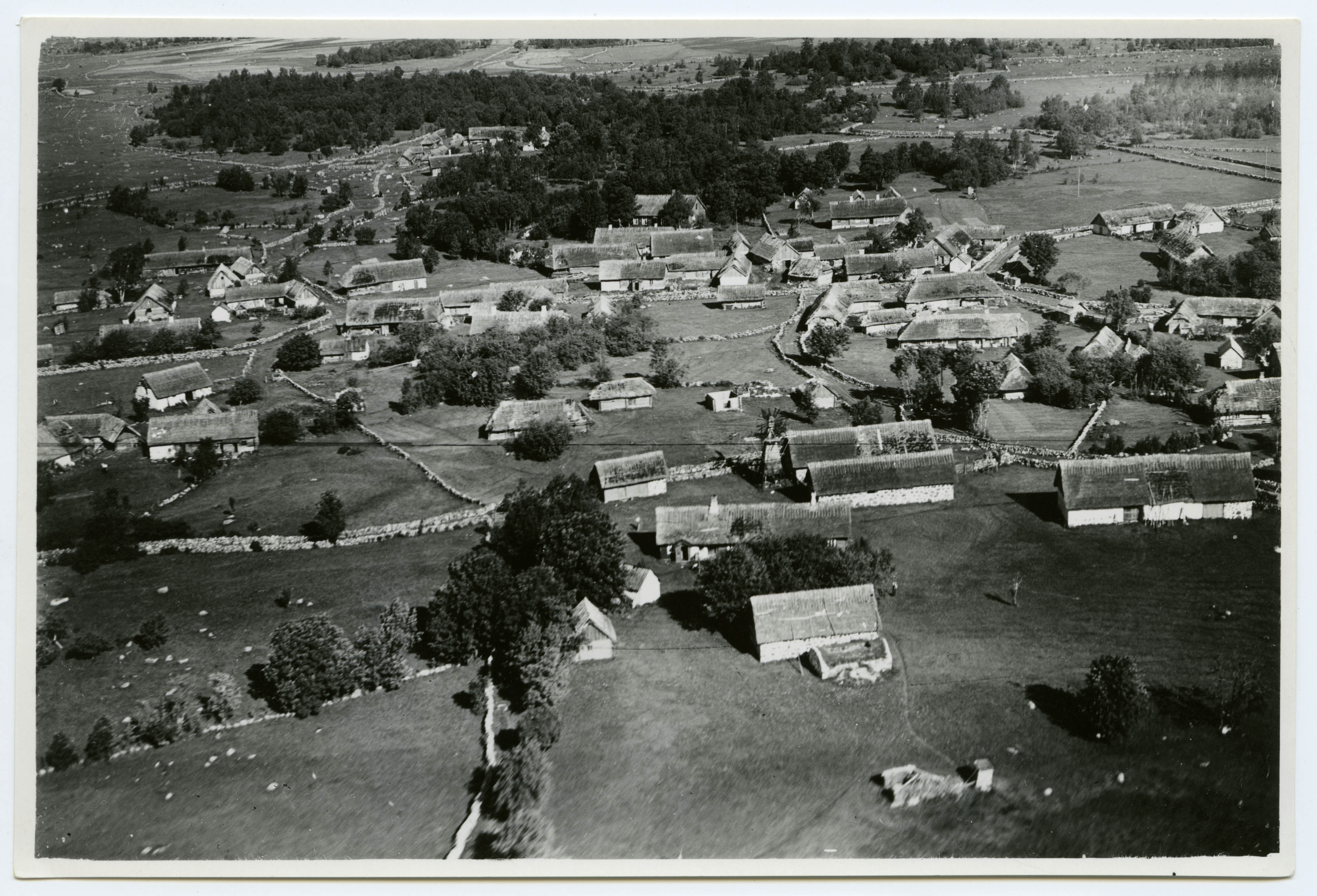
Storbyn (Suur küla) år 1934
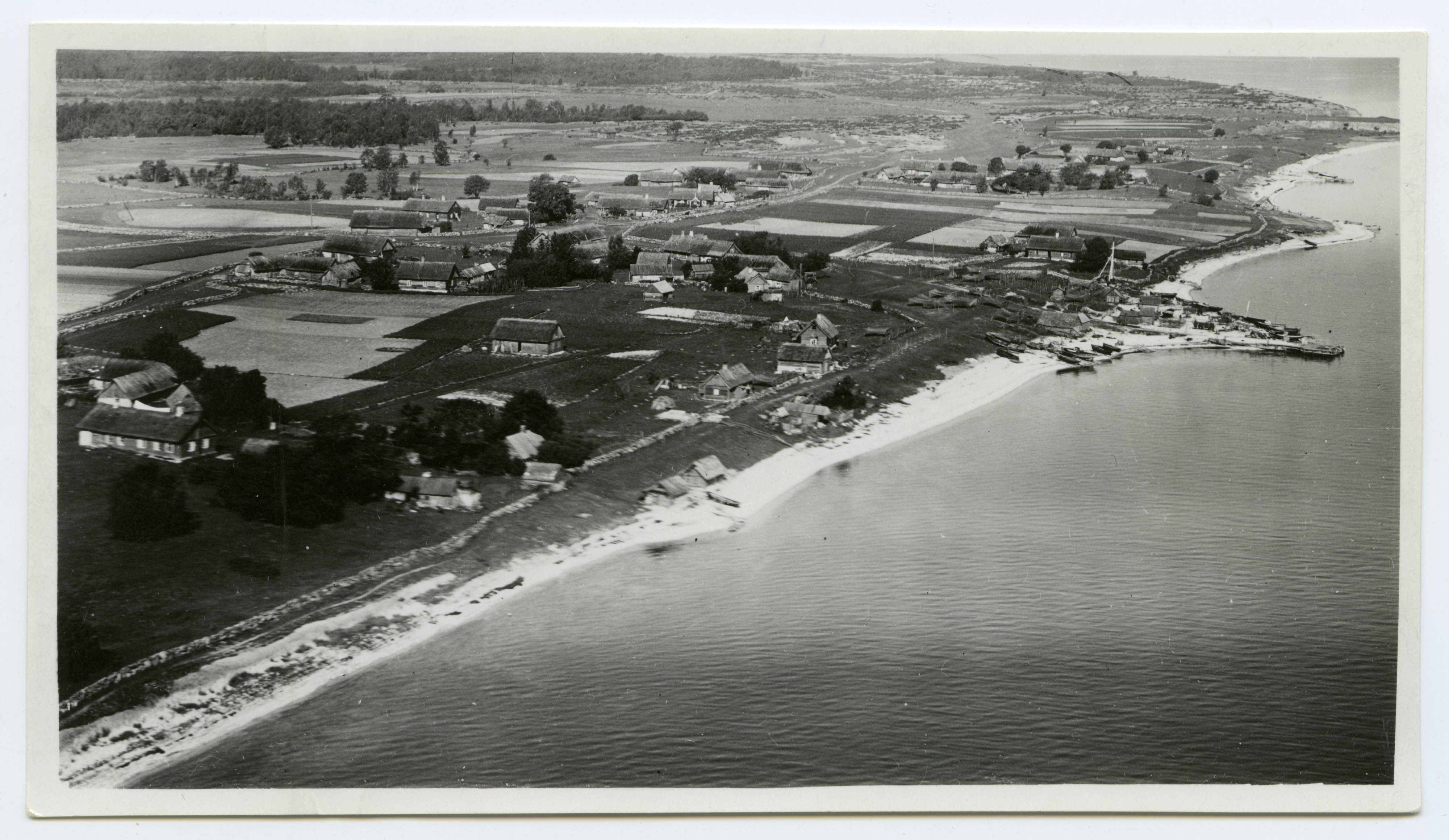
Lillbyn (Väike küla) år 1934
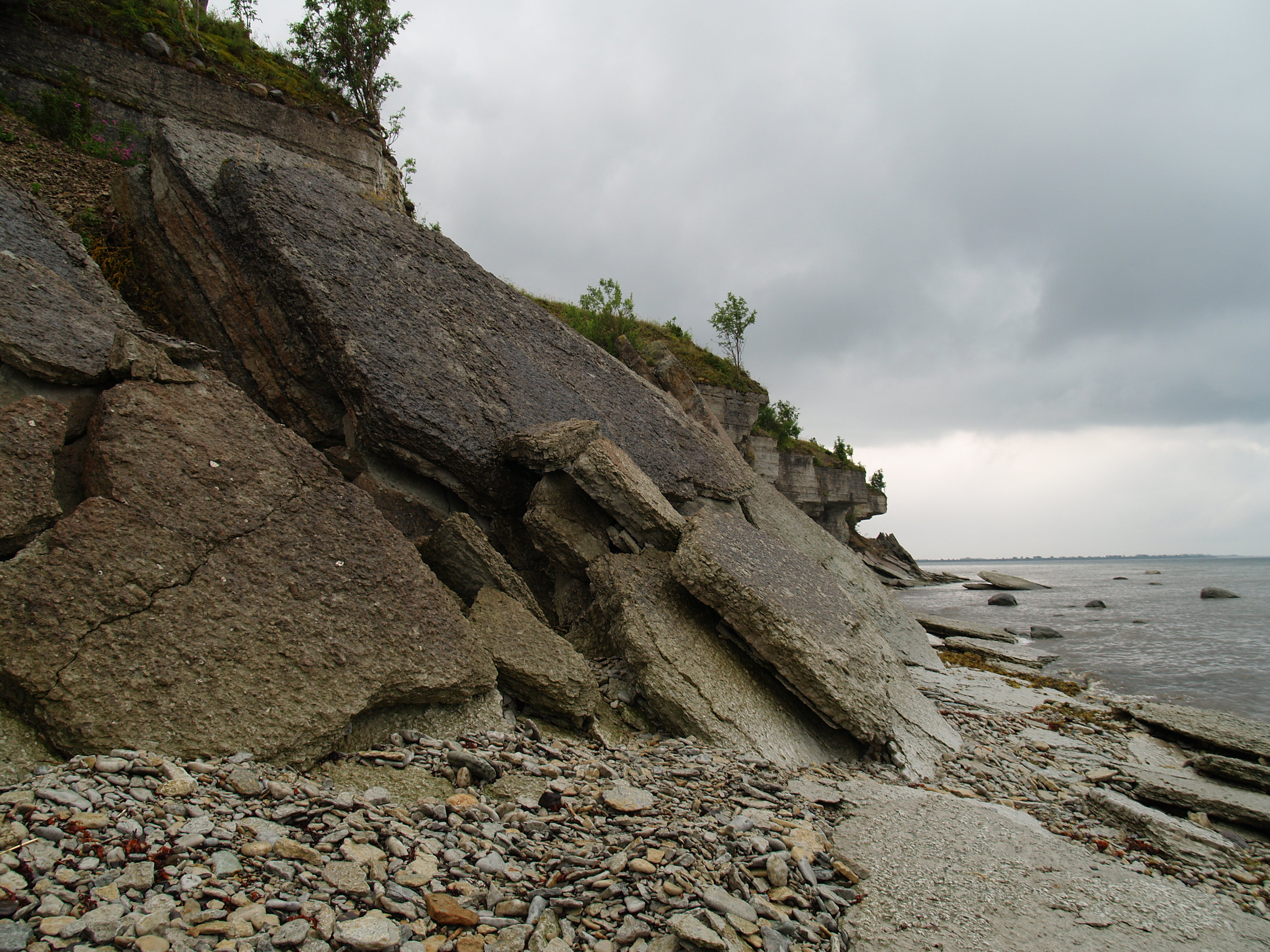
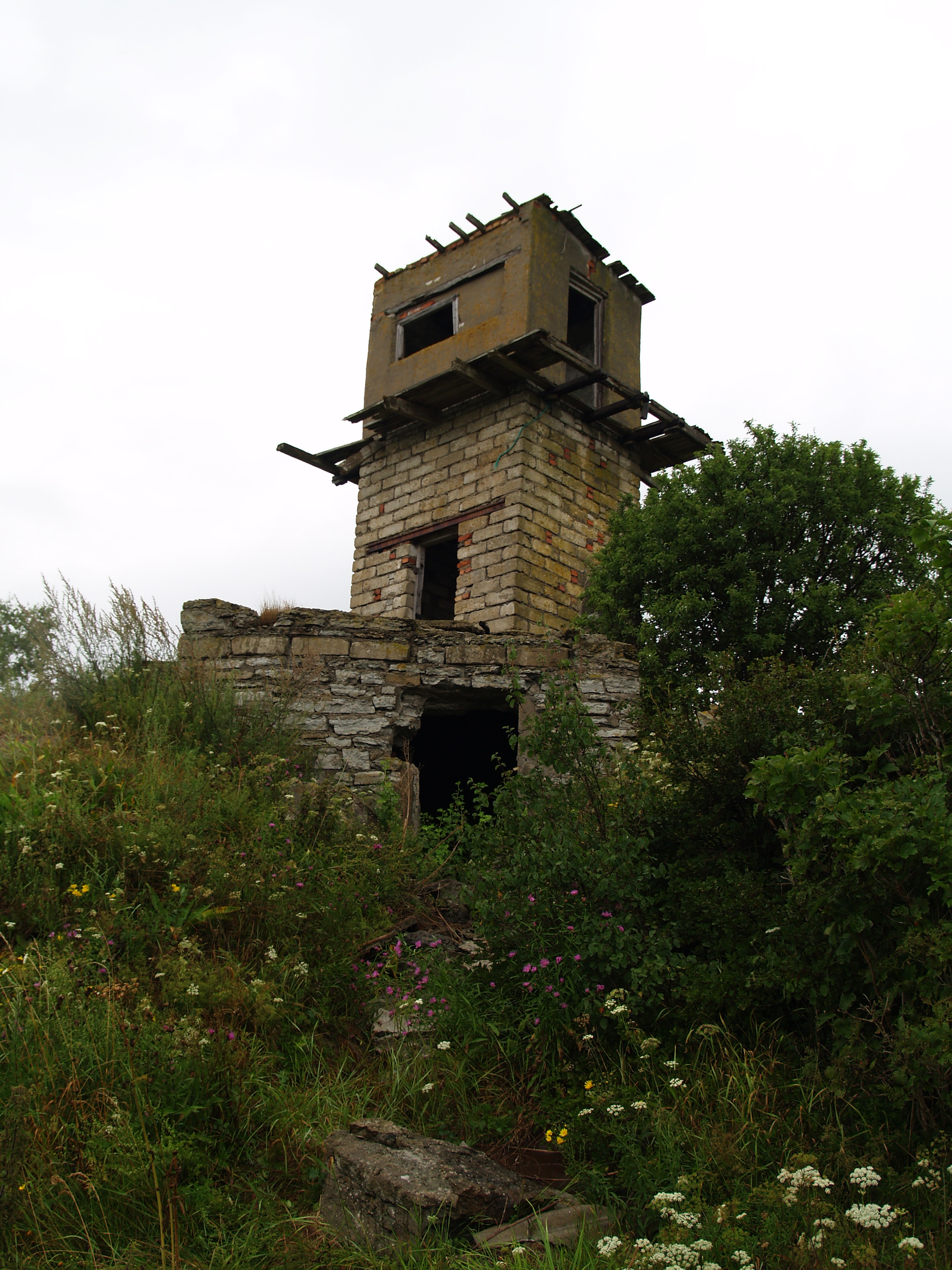
Förfallet sovjetiskt vakttorn